# Trentepohlia siporensis
Trentepohlia siporensis är en tvåvingeart som beskrevs av Edwards 1932. Trentepohlia siporensis ingår i släktet Trentepohlia och familjen småharkrankar. Inga underarter finns listade i Catalogue of Life.